# 段琨
段琨（？—1848年），四川巴縣（今重慶市）人，清朝政治人物、武進士出身。

## 生平
乾隆五十八年，登武進士，授藍翎侍衛。嘉慶二年，任江南徽州營左軍守備。嘉慶六年，升任護理參將。嘉慶十五年，任湖北黃州協中營都司。嘉慶十七年，任山東青州營參將，署膠州協副將。嘉慶二十年，任撫標中軍參將、臨清協副將。嘉慶二十一年，任兗州鎮總兵。嘉慶二十五年，任河南南陽鎮總兵。道光十三年，任江南提督。